# Patrick Schmoll
Pour les articles homonymes, voir Schmoll.
 (janvier 2014).
Patrick Schmoll est un psychosociologue et anthropologue français, né le 17 octobre 1953 à Mulhouse, ingénieur de recherches au CNRS jusqu'en 2020, il dirige la société privée de recherche PSInstitut. Il étudie depuis une vingtaine d'années les effets de médiation de la rencontre et du lien social par les nouvelles technologies, ainsi que les transformations qui en résultent dans la construction du sujet humain.

## Publications

### Ouvrages scientifiques
- (1983) La guerre demain. Les risques de conflit mondial dans les années 80, Paris, Réseaux. Réédité en 2022, Strasbourg, Éditions de l'Ill.
- (1997) L'entreprise inconsciente, Strasbourg, Groupe PSI.
- (2007) Chasseurs de trésors. Socio-ethnographie d'une communauté virtuelle, Strasbourg, Néothèque.
- (2007) avec Maurice Blanc et Juan Matas (dir.), Médiations : agir et prévenir dans les quartiers, Strasbourg, Néothèque.
- (2008) (dir.) Matières à controverses, Strasbourg, Néothèque.
- (2009) avec Reinhard Johler et Freddy Raphaël (dir.), La construction de l'ennemi, Strasbourg, Néothèque.
- (2011) La Société Terminale 1. Communautés virtuelles, Strasbourg, Néothèque.
- (2012) La Société Terminale 2. Dispositifs spec[tac]ulaires, Strasbourg, Néothèque.
- (2014) La Société Terminale 3. Amours artificielles, Strasbourg, Néothèque.

### Articles et chapitres d'ouvrages
- (1981) Organisation des représentations, symbolisme et écriture dans la peinture égyptienne, La Linguistique, 1981, 17, 1, pp. 77-89.
- (1981) Départ d'un programme de recherche psychosomatique sur les maladies cancéreuses, Journal de Médecine de Strasbourg, Université Louis Pasteur Strasbourg 1, Faculté de Médecine, 1981, 12, 2, p. 88.
- (1983) Mort et violence (représentation de la mort et mort réelle en psychopathologie), La Marge, Bulletin de l'ANDESI, pages 59-86.
- (1985) Les pratiques psychologiques en question, Nouvelle Revue de Psychologie, Strasbourg, 4, 1985, pp. 7-12.
- (1986) Fonction des psychologues dans la lutte contre le chômage, Journal des Psychologues, Marseille, 1986, 34, pp. 28-29.
- (1990) La place des tests dans le conseil en recrutement, Journal des Psychologues, Marseille, 1990, 77, pp.36-38.
- (1991) Les centres de psychologie : trois logiques de pouvoir, Psychologues et Psychologies, Bulletin du Syndicat National des Psychologues, Paris, 1991, 100, pp. 17-18.
- (1993) L'image de marque : un miroir déformant ? (une analyse de la stratégie de communication des Caisses d'Epargne), Journal des Psychologues, Marseille, Ed. Hommes et Perspectives, 1993, 110, pp. 38-40.
- (1996) Production et interprétation du sens : la notion de contexte est-elle opératoire ?, Scolia (publ. de l'Université de Strasbourg 2 et de l'URA du CNRS LANDISCO), 1996, 6, pp. 235-255.
- (1998) La professionnalisation de la médiation : définitions et perspectives, in Morhain Y. (ed.), Médiations et lien social, Paris, Ed. Hommes et Perspectives, 1998, pp. 23-44
- (2000) Meurtre du père et naissance des organisations. Une relecture du récit freudien de la "horde primitive", Revue des Sciences Sociales, Strasbourg, Université Marc Bloch, 2000, 27, pp. 128-135.
- (2001) Le Réseau pensant. Sciences humaines et société face au Multimédia, Journal de l'Université March Bloch, Strasbourg, 61, pp. 20-21.
- (2002) Avec M. Nachez. Les Player Killers. Formes et significations de l'incivilité dans les jeux vidéo en ligne, Revue des Sciences Sociales, Strasbourg, Université Marc Bloch, 29, 2002, pp. 84-91.
- (2003) Avec M. Nachez. Violence et sociabilité dans les jeux vidéo en ligne, Sociétés, 82/4, pp. 5-17.
- (2004) Le tirage au sort : un paradigme pour repenser la démocratie, Sciences de l'Homme & Sociétés, Antibes, 73, décembre 2004-janvier 2005, pp. 51-55.
- (2006) Du texte à la toile : l'écriture polyphonique du monde, Le Sociographe, revue en travail social, Montpellier, IRTS, 19, pp. 55-67[2].

### Coordination de numéros de revue
- (1985), Le dispositif psychologique. 1/ Éthique, Nouvelle Revue de Psychologie n° 4, Strasbourg.
- (1986), Le dispositif psychologique. 2/ Vers des Centres de psychologie, Nouvelle Revue de Psychologie n° 5, Strasbourg.
- (1996) Contexte(s), Scolia n° 6, Strasbourg, Université des Sciences Humaines.
- (2001) avec Anny Bloch, nouve@ux mondes ?, Revue des sciences sociales n° 28, Strasbourg, Université Marc Bloch.
- (2006) avec Pascal Hintermeyer, Nouvelles figures de la guerre, Revue des sciences sociales n° 35, Strasbourg, Université Marc Bloch.
- (2006) avec Brigitte Fichet, Écrire les sciences sociales, Revue des sciences sociales n° 36, Strasbourg, Université Marc Bloch.
- (2011) avec David Le Breton, Jeux et enjeux, Revue des sciences sociales n° 45, Strasbourg, Université de Strasbourg.
- (2017), L'Amour/les amours, Revue des sciences sociales n° 58, Strasbourg, Presses Universitaires de Strasbourg.

### Fictions
- (1992) Chronique psychologienne, dans : Créativités: Conditions, processus, impacts, Hommes et perspectives, Marseille, 1992, pp. 139-143[2].
- (2019) Là-bas sont les dragons. 1. L'Herlequin, Strasbourg, Éditions de l'Ill.
- (2020) Là-bas sont les dragons. 2. Tous les chemins, Strasbourg, Éditions de l'Ill.
- (2021) Là-bas sont les dragons. 3. Le donjon du temps, Strasbourg, Éditions de l'Ill.